# Jan Pedersen
Jan Pedersen, född 1957, är en svensk författare och fotograf.

## Priser och utmärkelser
- Årets Pandabok (barnboksklassen) 2000